# Rani mraz (album)
Rani mraz je dvanajsti in zadnji studijski album novosadskega kantavtorja Đorđeta Balaševića, izdan leta 2004.
Naslov albuma se nanaša na Balaševićevo nekdanjo glasbeno skupino Rani mraz. Podnaslov /priča o Vasi Ladačkom.../ muzika iz nesnimljenog filma se nanaša na film, ki naj bi ga Balašević in igralec Ljubiša Samardžić posnela po pesmi »Priča o Vasi Ladačkom«. Sodelovanje je zaradi nestrinjanj propadlo, Samardžić in Balašević pa sta nato režirala ločena filma: Jesen stiže, Dunjo moja (2004) in Kao rani mraz (2010).
Album je z akustičnimi folk rock pesmimi podoben albumu Naposletku ... iz leta 1996. Ovitek albuma je oblikovala kantavtorjeva žena Olivera, na njem pa je upodobljena njuna hči Jovana.
Na albumu je izšla nova izvedba pesmi »Priča o Vasi Ladačkom« – tretja po albumih Odlazi cirkus (1980) in Ostaće okrugli trag na mestu šatre (2002) – skupaj z njeno akustično inštrumentalno različico »Pričica o Vasi L.«. Pesem »Maliganska« je Balašević napisal na začetku kariere, pred njim pa jo je že posnela skupina Apsolutno romantično leta 2003 pod imenom »Đoletova pesma«. Člana slednje, brata Zoran in Petar Alvirović, sta sodelovala pri albumu kot kitarist in spremljevalni vokal.

## Seznam skladb
| Št.             | Naslov                 | Pisec           | Dolžina |
| --------------- | ---------------------- | --------------- | ------- |
| 1.              | „Pričica o Vasi L.‟    | Đ. Balašević    | 3:17    |
| 2.              | „Aco-Braco‟            | Đ. Balašević    | 4:25    |
| 3.              | „Čivutski vrt‟         | Đ. Balašević    | 5:14    |
| 4.              | „Kere Varošanke‟       | Đ. Balašević    | 4:40    |
| 5.              | „Lađarska serenata‟    | Đ. Balašević    | 3:27    |
| 6.              | „Bože, Bože...‟        | Đ. Balašević    | 6:28    |
| 7.              | „Galicia‟              | Đ. Balašević    | 4:46    |
| 8.              | „Tvoj Neko‟            | Đ. Balašević    | 5:30    |
| 9.              | „Maliganska‟           | Đ. Balašević    | 5:50    |
| 10.             | „Ja Vas, kanda, znam?‟ | Đ. Balašević    | 4:39    |
| 11.             | „Pred zadnji sneg‟     | Đ. Balašević    | 3:57    |
| 12.             | „Kao rani mraz‟        | Đ. Balašević    | 4:37    |
| 13.             | „Priča o Vasi L.‟      | Đ. Balašević    | 7:34    |
| Skupna dolžina: | Skupna dolžina:        | Skupna dolžina: | 64:24   |

## Zasedba
- Đorđe Balašević – vokal
- Aleksandar Dujin – klavir
- Dragan Ivanović – bas
- Petar Radmilović – bobni
- Ignac Šen – violina, vokal v pesmi »Tvoj Neko«
- Andrej Maglovski – harmonika
- Zoran »Kina« Alvirović – kitara, vokal v pesmi »Bože, Bože...«, spremljevalni vokal
- Dušan Bezuha – kitara
- Gabor Bunford – klarinet
- Šandor Žadonji – cimbal
- Timea Kalmar – violončelo
- Beni Čibri – kontrabas v pesmi »Kao rani mraz«
- Stevan Mošo – prim v pesmih »Galicia«, »Pred prvi sneg« in »Kere Varošanke« / »Ja vas, kanda, znam«
- Daniel Davčik – kangla za mleko v pesmi »Maliganska«
- Mile Nikolić, Cveta Sladić in Duško Petrović – bas prim, drugi bas prim in prim v pesmih »Priča o Vasi L.« in »Tvoj Neko«
- Agota Vitkai-Kučera – sopran v pesmi »Tvoj Neko«
- Hor Svetog Đorđa, zbor v pesmi »Priča o Vasi L.«
- Petar Alvirović – spremljevalni vokal